# Alfonso Muñoz
Alfonso Muñoz Hernández (Logroño, 24 de enero de 1889 - Madrid, 25 de mayo de 1957) fue un actor español.

## Biografía
Hijo del teniente general Alfonso Muñoz Hernández (de quien fue ayudante Francisco Franco), pronto decidió encaminar su carrera profesional hacia la interpretación, primero a través del teatro aficionado y más tarde consiguiendo incorporarse como profesional al Teatro Eslava de Valencia. De ahí se traslada al Teatro Lara de Madrid y actúa junto a una de las grandes damas del teatro español del primer tercio del siglo XX, Catalina Bárcena, con la que estrena El mundo de los sueños, a la que seguirían La losa de los sueños (1911), de Jacinto Benavente y Canción de cuna, de Gregorio Martínez Sierra. 
Desde 1910 se convierte en primer actor y estrena El divino impaciente (1933), de José María Pemán. Trabaja con intérpretes de la talla de Catalina Bárcena (en Flor de los pazos, 1912, de Manuel Linares Rivas), Carmen Cobeña (en Don Juan Tenorio, 1916), Margarita Xirgú (en obras como Mariana Pineda, 1927 de García Lorca, La duquesa de Benamejí, 1932, de los Hermanos Machado o Campo de armiño, 1925, La princesa Bebé, 1927, Más fuerte que el amor, 1928 y Vidas cruzadas, 1931, las cuatro de Jacinto Benavente) o Lola Membrives con la que se instala en América hasta 1942.
A su regreso, se incorpora sucesivamente a las Compañías del Teatro Español, donde recrea autores clásicos (Romeo y Julieta, 1943, Don Álvaro o la fuerza del sino, 1943, El castigo sin venganza, 1943, Otelo, 1944; La discreta enamorada, 1945) y contemporáneos (Baile en capitanía, 1944, de Agustín de Foxá, La cárcel infinita, 1945, de Joaquín Calvo Sotelo, Diálogos de Carmelitas (1954), de Georges Bernanos, Historia de un resentido (1956), de Joaquín Calvo Sotelo, La novia del espacio, 1956, de José López Rubio, Las brujas de Salem, 1957, de Arthur Miller) y del Teatro Eslava de Madrid, en el que interpretó La Celestina hasta quince días antes de su fallecimiento.
Padre de las actrices Amelia, Pilar y Mimí Muñoz. Tuvo otra hija, María Luz. Fue abuelo materno de Vicky Lagos, Mara, Concha y María José Goyanes.